# Kefikon
Kefikon è una frazione di due comuni svizzeri: Gachnang, nel Canton Turgovia (distretto di Frauenfeld), e Wiesendangen, nel Canton Zurigo (distretto di Winterthur).

## Storia

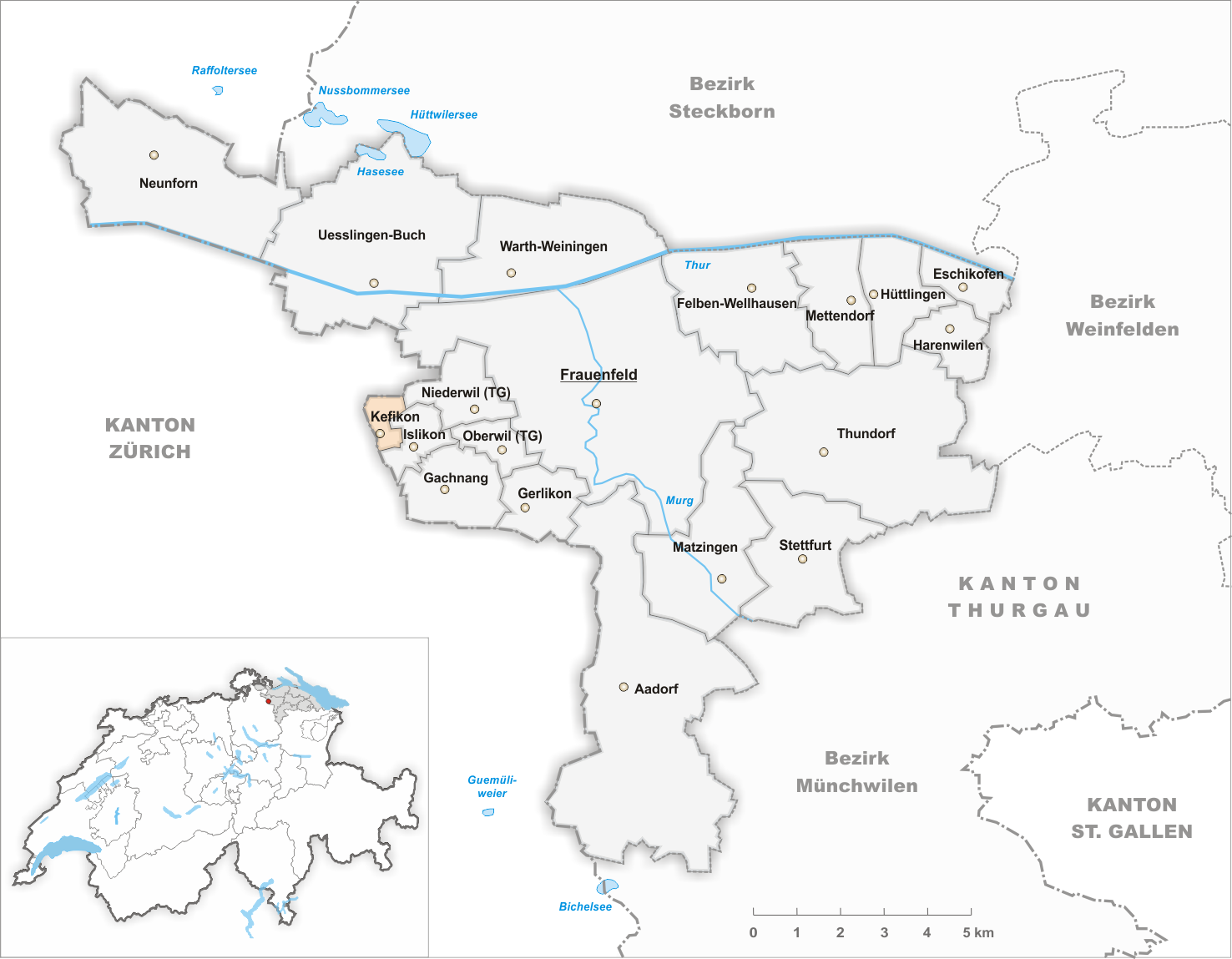
Il territorio del comune di Kefikon prima degli accorpamenti comunali del 1998

Già comune autonomo (Ortsgemeinde), nel 1998 è stato accorpato al comune di Gachnang (tranne una piccola parte del territorio che apparteneva al comune di Bertschikon nel Canton Zurigo, a sua volta soppresso e inglobato in quello di Wiesendangen nel 2014) assieme agli altri comuni soppressi di Islikon, Niederwil e Oberwil.

## Monumenti e luoghi d'interesse

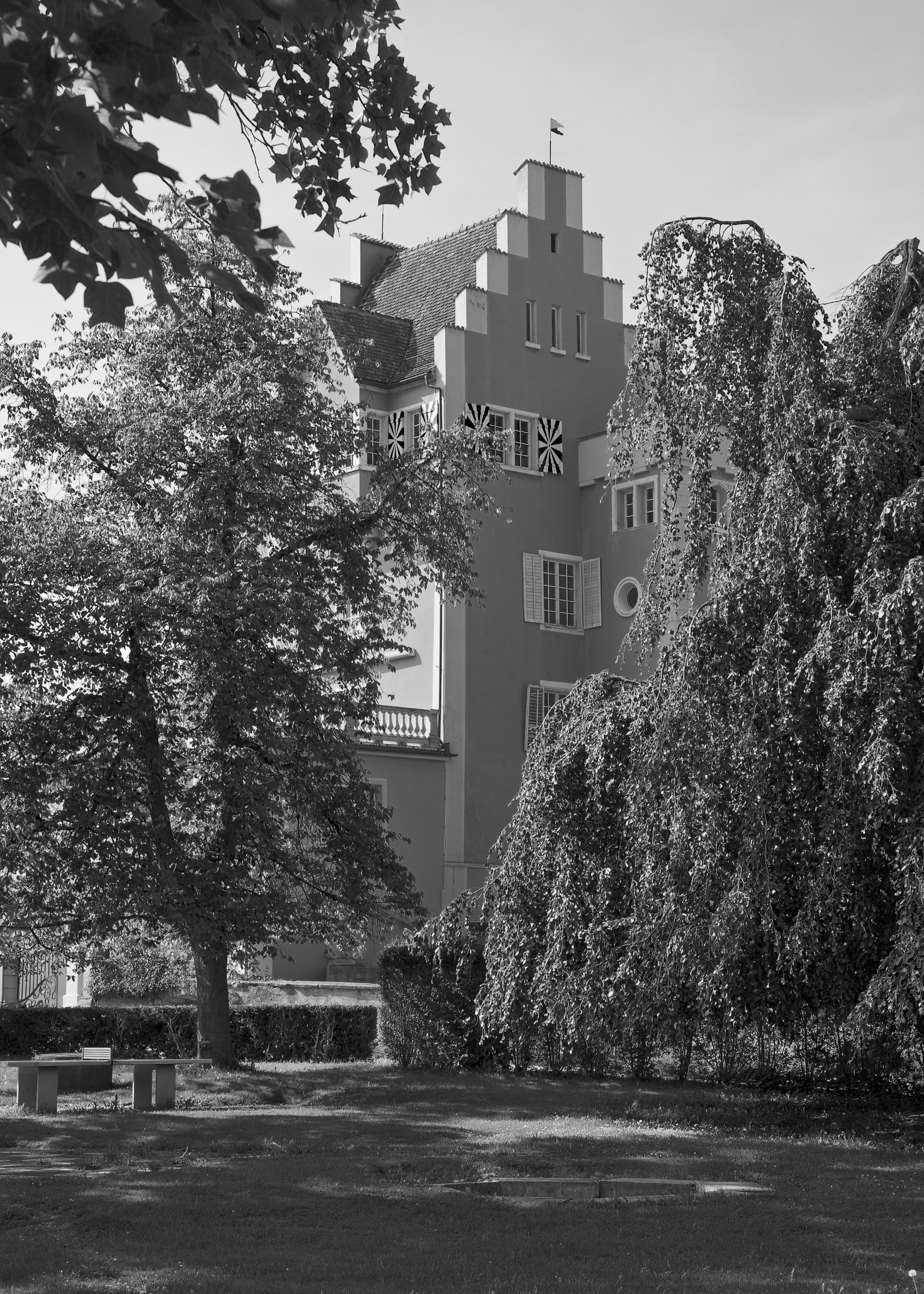
Il castello di Kefikon

- Castello di Kefikon, attestato dal 1241[1].

## Società

### Evoluzione demografica
L'evoluzione demografica è riportata nella seguente tabella:
Abitanti censiti

## Amministrazione
Ogni famiglia originaria del luogo fa parte del cosiddetto comune patriziale e ha la responsabilità della manutenzione di ogni bene ricadente all'interno dei confini della frazione.